# 牛同栩
牛同栩（？—），男，汉族，中华人民共和国政治人物。现任金诺律师事务所高级合伙人，天津市律师协会副会长。第十四届全国政协委员。